# Bell 505
Il Bell 505 è un elicottero leggero sviluppato dall'azienda statunitense Bell Helicopter Textron.

## Storia del progetto
L'elicottero è stato presentato al Paris Airshow il 17 giugno, 2013 come Bell SLS (Short Light Single). La designazione del modello è stata successivamente cambiata e annunciata all'Heli-Expo 2014 ad Anaheim, California il 25 febbraio, 2014.
L'obiettivo dell'azienda americana è dare continuità al grande successo riscosso in quasi 50 anni di carriera dal Bell 206.
Il volo inaugurale ha avuto luogo presso la struttura di produzione di Mirabel, Québec, della società il 10 novembre 2014.
Il 10 febbraio 2022, Bell Textron ha annunciato che la flotta globale di Bell 505 ha raggiunto il traguardo delle 100.000 ore di volo, e che più di 360 esemplari sono stati ordinati da 59 paesi nel mondo.

## Utilizzatori

### Civili
Emirati Arabi Uniti
- Horizon International Flight Academy

12 Bell 505 consegnati.
 Grecia
- Bellavia Ltd

1 Bell 505 consegnato ad ottobre 2022.
 Slovacchia
- Wellpharma S.R.O.

1 Bell 505NXi ordinato il 18 novembre 2021, con consegna prevista per l'estate 2022.
 Stati Uniti
- Austin Claborn

1 Bell 505 consegnato a novembre 2023.

### Governativi
Stati Uniti
- Alameda County Sheriff's Office

1 Bell 505 Jet Ranger X consegnato ad agosto 2020.
- LAFD

1 Bell 505 ordinato e consegnato il 29 marzo 2023.
- Sacramento Police Department[16]

1 Bell 505 Jet Ranger X ricevuto a dicembre 2018.
- Stockton Police Department[18]

1 Bell 505 Jet Ranger X consegnato a marzo 2019.

### Militari
Bahrein
- Royal Bahraini Air Force

3 Bell 505 consegnati a febbraio 2023.
 Corea del Sud
- Daehanminguk Yuk-gun/Daehanminguk Haegun

40 Bell 505 ordinati a maggio 2022, che saranno utilizzati per addestrare i piloti di Marina ed Esercito, con consegne previste tra il 2023 e il 2025.
 Giamaica
- Jamaica Defence Force Air Wing

6 Bell 505 JetRangerX ordinati il 9 febbraio 2021. Tutti e sei gli esemplari consegnati l'11 maggio 2021.
 Giappone
- Guardia costiera giapponese

4 Bell 505 ricevuti a partire dal 27 marzo 2018. Tutti in servizio al dicembre 2023.
 Giordania
- Al-Quwwat al-Jawwiyya al-malikiyya al-Urdunniyya

10 Bell 505 ordinati il 1 novembre 2022. Primi cinque esemplari consegnati a novembre 2023.
 Indonesia
- Tentara Nasional Indonesia Angkatan Laut

4 Bell 505 ordinati, i primi due esemplari consegnati il l'8 dicembre 2021.
 Iraq
- Al-Quwwat al-Barriyya al-ʿIrāqiyya

15 Bell 505 ordinati, con i primi 7 esemplari consegnati a luglio 2024.
 Montenegro
- Vazdušne snage Crne Gore

2 Bell 505 ordinati a maggio 2020 (con opzione per ulteriori 2 da ordinare nel 2021), il primo dei quali è stato consegnato 15 settembre dello stesso anno, mentre il secondo il 2 marzo 2021.

## Elicotteri comparabili
- Bell 206
- Eurocopter EC120
- Robinson R66